# Política energética de Venezuela
La política energética de Venezuela es una atribución del poder Ejecutivo, quien se encarga de diseñarla y coordinarla por medio de sus diferentes órganos administrativos. Venezuela es uno de los principales productores de energía del mundo, posee las reservas de petróleo más grandes del mundo, además de importantes reservas de gas y carbón, así como un potencial de producción de energía hidroeléctrica.

## Política energética

### Aspectos principales

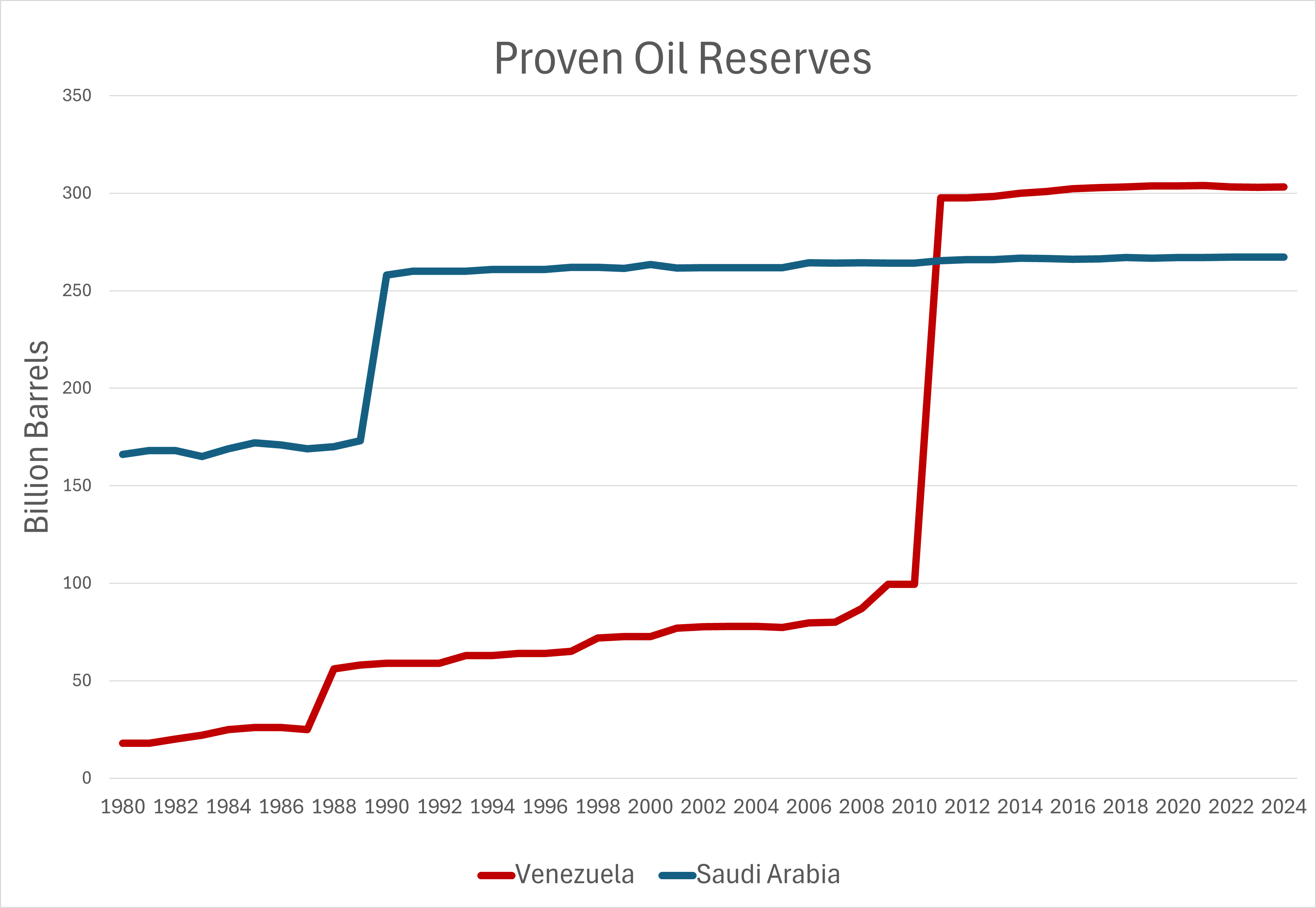
Reservas de petróleo venezolanas.

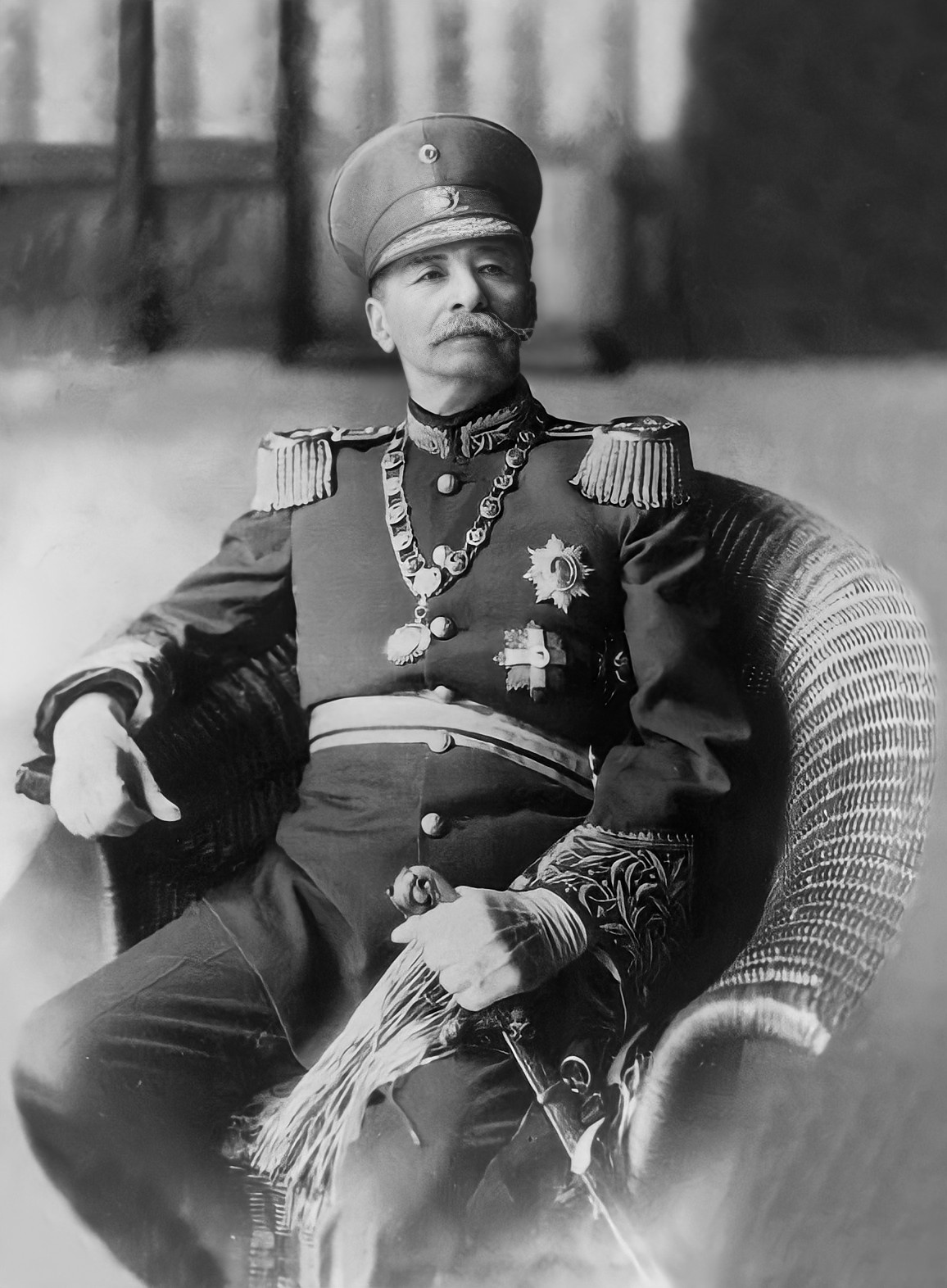
Juan Vicente Gómez otorgó múltiples beneficios a transnacionales petroleras.

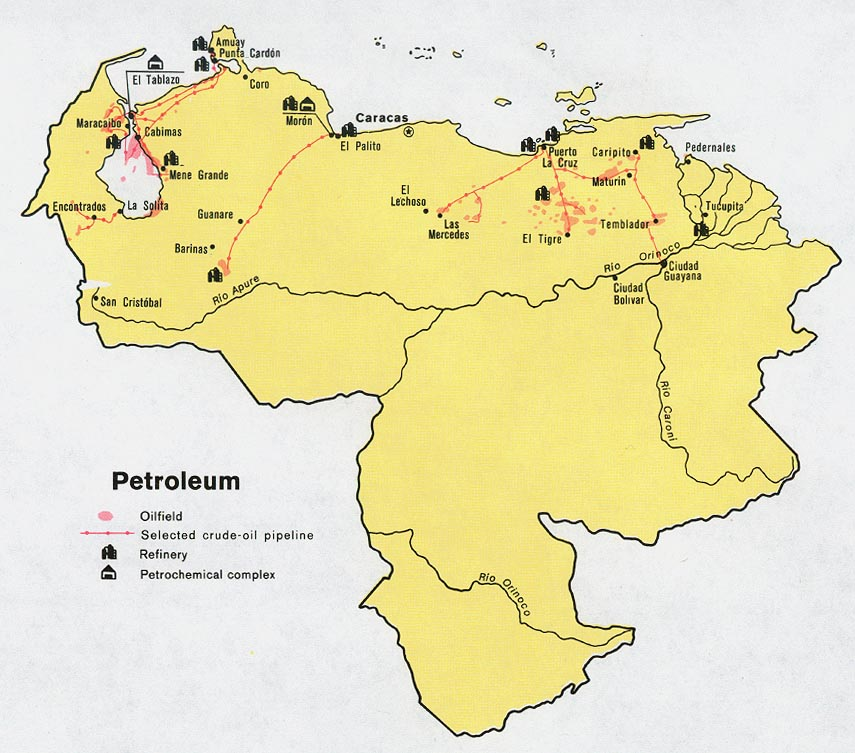
Actividades petroleras en 1972.

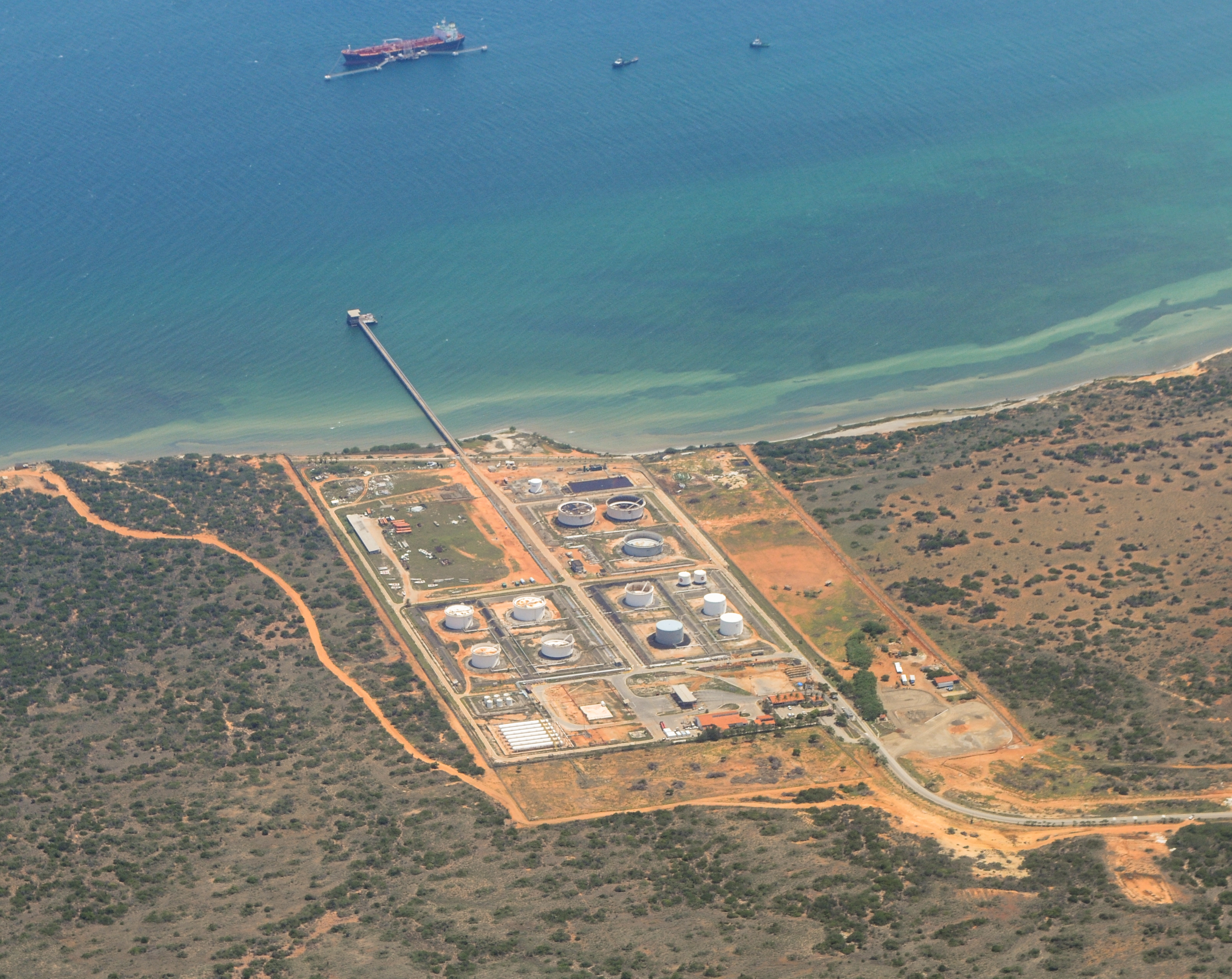
PDVSA Gas, Isla de Margarita.

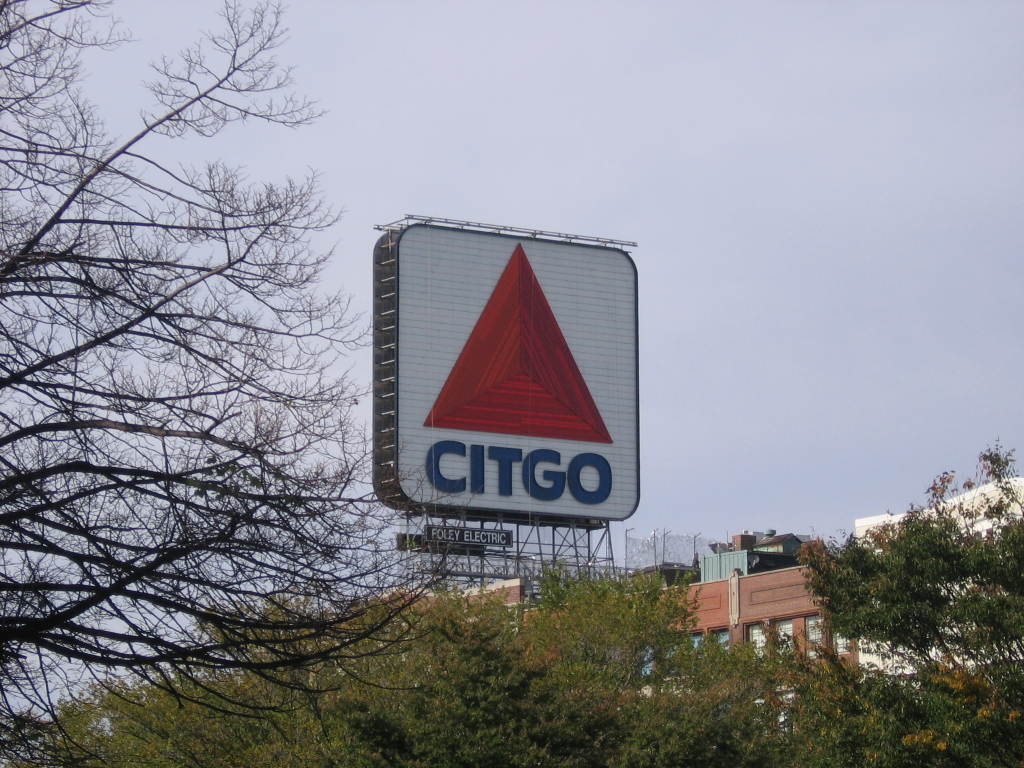
Logo de Citgo, filial de PDVSA en Estados Unidos.

#### Antecedentes
El petróleo era utilizado durante el período precolombino y conocido como "mene" en el territorio que hoy ocupa Venezuela, aunque su uso era para fines curativos o para la reparación de algunos objetos de esas comunidades indígenas. La primera vez que se mencionó el petróeleo venezolano fue en 1535 por el capitán Gonzalo Fernández de Oviedo y Valdés en unos escritos que llevaban por nombre Historia natural y general de las Indias, Islas y Tierra Firme del Mar Océano. Poco después ocurre la primera exportación petrolera de Venezuela, pero no con fines comerciales, el 30 de abril de 1539 se embarcó a España el primer envío petrolero, por solicitud de la reina Juana I (Juana La Loca) con fines medicinales, pues se trataba de aliviar una enfermedad de su hijo Carlos I (Carlos V).
Desde temprano se dispuso al Estado como el propietario de los recursos minerales e hidrocarburos en el suelo y subsuelo nacional, ello por disposición del decreto del 24 de octubre de 1829 ordenado por Simón Bolívar que estipulaba esa medida para todo el territorio de la Gran Colombia, fecha para la cual Venezuela formaba parte de la unión.
El 24 de agosto de 1865 se otorga en el Lago de Maracaibo, Estado Zulia la primera concesión a una empresa petrolera, pero esta jamás se hizo efectiva porque no se explotaron los yacimientos en el plazo de un año tal como lo establecía el contrato. El 18 de mayo de 1875 se realiza la primera concesión petrolera efectiva de Venezuela, en la Finca La Alquitrana en el Estado Táchira, lo que origina que en 1878 se constituya la primera empresa petrolera venezolana, la Petrolia del Táchira la cual a partir de 1883 comienza a producir con fines comerciales. A partir de 1888 se comienzan a establecer las transnacionales petroleras Royal Dutch Shell y la Standard Oil.

#### Gómez y el petróleo
En 1913 se descubre el primer campo petrolero venezolano el Guanoco, pero es el 14 de julio de 1914 cuando revienta el pozo Zumaque I en el campo Mene Grande en el Zulia, que se inicia la producción petrolera a gran escala en Venezuela. Para entonces ambos campos estaban bajo control de la Caribbean Petroleum Company, una subsidiaria de la Royal Dutch Shell. El 19 de junio de 1920 el gobierno de Juan Vicente Gómez promulga la primera Ley de Hidrocarburos, que imponía un 15% de regalías y además establecía el derecho de revertir al Estado venezolano la mitad del área de una concesión luego del período de exploración. Sin embargo, por la presión de esas empresas se decidió promulgar otra en 1921 en la cual participaron las empresas petroleras en redacción de la propia ley, en ella se dieron amplios beneficios a las transnacionales al reducir sus tributos y regalías. En 1928 Venezuela se convirtió en el segundo productor de petróleo del mundo y el primer exportador, al alcanzar los 275.000 barriles diarios (b/d). Durante el período gomecista las concesiones petroleras se hacían por proceso de escogencia preferencial y no por licitación pública, por ello ciertas empresas salieron favorecidas constantemente hasta 1935 cuando muere Gómez, además evitó la instalación de plantas refinadoras para evitar conflictos laborales.

#### Avances
En 1938 el presidente Eleazar López Contreras promulga una nueva ley de Hidrocarburos, en la cual establece el aumento de las regalías, así como el de los impuestos de exploración y explotación. También se autorizaba al Estado para la creación de empresas o institutos para el desarrollo de lo relacionado con la actividad petrolera.
Para el 13 de marzo de 1943, Isaías Medina Angarita promulga otra ley de Hidrocarburos, en ella se establecían nuevos "avances" para el Estado venezolano, porque a partir de entonces se debía refinar al menos el 10% del crudo en Venezuela; la regalía o impuesto a la explotación no podía se inferior a 16,7%; el Estado venezolano recibía un beneficio del 50% por la explotación petrolera y un 12 % del Impuesto sobre la renta. También se establecieron nuevos impuestos para evitar que las compañías mantuvieran campos ociosos. Mientras el Mundo se encontraba en plena Segunda Guerra Mundial, Venezuela incrementó su producción petrolera para proveer a los aliados de combustible, gran parte del petróleo se refinaba en las islas caribeñas. Aunque la regla de ganancias del 50% para el Estado y 50 % para las compañías ya estaba contemplada, esta no se llegó a aplicar, se mantuvo la relación 43% Estado y 57% compañías hasta la caída del gobierno de Medina que fue derrocado el 18 de octubre de 1945. Esta situación hizo que Medina insistiera en la necesidad de instalar grandes refinerías en territorio Nacional, al término de la gran guerra se logró que empresas petroleras internacionales invirtieran en proyectos como la refinería de Amuay y la Refinería Cardón Lo que dio un impulso petrolero al país y dio inicio a una nueva política energética para los proyectos que se gestaban en el bajo Caroni. Venezuela se declaró imparcial hasta febrero de 1945. Con la caída del gobierno de Medina se instala un gobierno interino a cargo de Rómulo Betancourt, que luego da paso en 1948 a otro electo democráticamente presidido por Rómulo Gallegos, durante ese tiempo se impulsó la política petrolera de "no más concesiones" del cual también fue autor el entonces Ministro de Fomento de esos dos períodos Juan Pablo Pérez Alfonzo. Si bien estos no habían aplicado de inmediato el reajuste del 50%-50% o fifty-fifty apenas inician el nuevo gobierno lo implementan en 1948, pero días después el 24 de noviembre de ese año cae el gobierno de Gallegos por un golpe militar.

#### Nueva prioridad
El nuevo gobierno de la Junta Militar que luego quedó a cargo de Marcos Pérez Jiménez se centró en dos aspectos del petróleo, aumentar su producción y otorgar y ampliar el período de las concesiones especialmente a las petroleras estadounidenses. El aumento de la producción obedecía a la alta demanda que se produjo luego de terminada la Segunda Guerra Mundial, Venezuela logró duplicar su producción entre 1945 y 1951, para 1957 se exportaban 1,8 millones de barriles diarios. Entre 1956 y 1957 se otorgaron las concesiones hasta 1983, que se aplicaban porque el gobierno de Pérez Jiménez consideraba que se debían aumentar las reservas probadas de hidrocarburos.

#### Defensa del petróleo
El 23 de enero de 1958 es derrocado Marcos Pérez Jiménez y se establece una Junta Cívico Militar que luego da paso a elecciones generales en las cuales resulta elegido Rómulo Betancourt, éste se encarga de establecer el 19 de abril de 1960 la empresa estatal Corporación Venezolana de Petróleo (CVP), cuyo objetivo era encargarse de las fases de exploración, explotación, refinación y transporte de hidrocarburos. El gobierno de Betancourt volvió a impulsar la política de no más concesiones, maximizar la renta por barril de petróleo y además con las gestiones de Juan Pablo Pérez Alfonzo se logró la creación de la Organización de Países Exportadores de Petróleo (OPEP) el 14 de septiembre de 1960, con el fin de defender los precios del petróleo junto a los Estados exportadores de petróleo.
Durante este período se comenzó a explotar por primera vez los yacimientos de la Faja Petrolífera del Orinoco que habían sido descubiertos en 1932 pero que se mantenían sin intervención comercial. El área abarca una extensión de 54.000 km².

#### Nacionalización petrolera
Si bien desde la década de los años 1960 se discutía la posibilidad de la nacionalización petrolera, esta no se había podido concretar por diferencias políticas y por contratos con las empresas transnacionales petroleras, ahora se presentaba un escenario más favorable para ejecutar la medida del Estado venezolano, porque seguía consolidándose la OPEP y además se habían presentado algunas crisis petroleras. El 30 de julio de 1971 es aprobada la Ley de Bienes Afectos a Reversión en las Concesiones de Hidrocarburos, que pretendía tomar la totalidad de los activos de las empresas petroleras en 1983 cuando expiraran las concesiones para que pasaran al Estado. El 29 de agosto de 1975 es creada la compañía estatal Petróleos de Venezuela (PDVSA) con el fin de controlar todos los negocios petroleros en territorio venezolano y el 1 de enero de 1976 inicia operaciones comerciales al ser declarada la nacionalización petrolera por el presidente venezolano Carlos Andrés Pérez.

#### Internacionalización de PDVSA
El proceso conocido como la internacionalización de PDVSA fue planteado y ejecutado con el objetivo de buscar nuevos mercados, colocar petróleo de forma segura, aumentar la capacidad de refinación, asegurarse la comercialización y comercializar y procesar el crudo pesado, entre otras.
El primer paso de la operación se inició en 1983 cuando la empresa estatal se asocia con la alemana Veba Oel para adquirir a partes iguales las acciones de Rühr Oel, así se adquirieron las refinerías en Gelsenkirchen, Neustadt, Karlsruhe y Schwedt, todas en territorio alemán. PDVSA solo suministra alrededor del 10% del crudo procesado en esas plantas desde que las opera. Pese a ello en 2005 Rühr Oel alcanzó un récord en dividendos por 1.300 millones de euros. Veba Oel fue transformada a E.ON que en 2002 vendió su participación a Deutsche BP.
En 1986 la petrolera venezolana adquiere el 50% de Nynäs Petroleum con base en Suecia, mientras que el resto de las acciones permanecen bajo la administración de la finlandesa Neste Oil.
Ese mismo año también se adquiere en Estados Unidos el 50% de las acciones de Citgo, que formaba parte de la Corporación Southland, en 1990 adquirió la totalidad de la empresa.

#### Apertura Petrolera

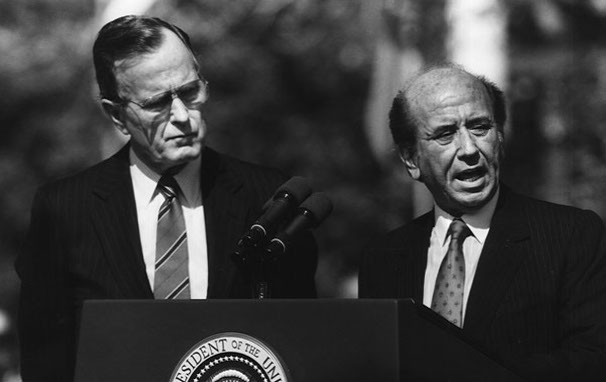
El Presidente venezolano Carlos Andrés Pérez (derecha) con George H.W Bush durante una visita a Washington

En 1992, durante el segundo período presidencial de Carlos Andrés Pérez, anuncia la nueva estrategia energética del Estado al iniciar la llamada Apertura Petrolera. Esa política consistía en permitir la inversión de capital privado en las fases de exploración, producción, refinación y comercialización del petróleo y sus derivados a nivel nacional e internacional.
La Apertura Petrolera comenzó bajo la forma de Convenios Operativos con los cuales las empresas petroleras privadas se encargaban de reactivar los campos que se encontraban inactivos. A esta le siguió la figura de Asociaciones Estratégicas establecida en 1995 entre PDVSA y las empresas petroleras, su objetivo era encargarse de la extracción y mejoramiento de crudos pesados y extrapesados localizados en la Faja del Orinoco. La última modalidad que se estableció durante la Apertura Petrolera fue la de Convenios de Exploración a Riesgo y Ganancias Compartidas, según la cual a las empresas privadas se le permitía explorar en sectores nuevos con su propio capital, pero aceptando la posterior participación del Estado venezolano de haberse encontrado reservas.

#### Revolución Bolivariana
En 2010, Chávez vende las acciones de PDVSA en Rühr Oel a la empresa rusa Rosneft, que incluía porciones en las refinerías alemanas en Gelsenkirchen, Neustadt, Karlsruhe y Schwedt; así como la planta petroquímica DHC Solvent Chemie GmbH, también en Alemania. También ha anunciado su deseo de vender Citgo, filial estadounidense de PDVSA. En ambos casos, Chávez ha justificado sus acciones alegando la supuesta poca rentabilidad de las empresas, aunque de acuerdo a cifras oficiales, dichas empresas fueron rentables hasta 2007. Actualmente, la petrolera -a través de su único accionista, el estado venezolano- posee las mayores reservas petrolíferas del mundo, alcanzando -a finales de 2011- una suma total certificada de 296.500 millones de barriles, que representan el 18% de las reservas mundiales de este recurso. La empresa espera -luego de finalizar la cuantificación de las reservas de petróleo en la Faja del Orinoco- incrementar más esta cifra, de acuerdo con lo estipulado en el "Proyecto Magna Reserva". Al finalizar dicho proyecto, Venezuela deberá poseer reservas probadas con un total cercano a 316.000 millones de barriles, la mayoría de ellos correspondientes a crudo extrapesado.

## Gas natural

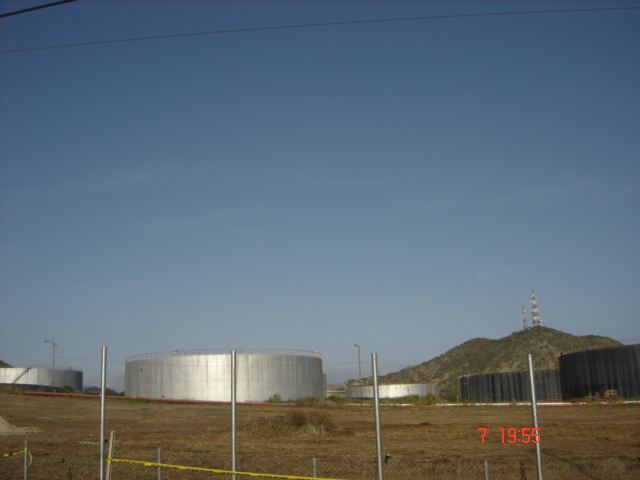
Contenedores de PDVSA Gas en Guanta

La industria gasífera de Venezuela ha sido manejada de manera similar a la petrolera, Venezuela produce 6,9 MMM de pies cúbicos de gas diarios.
En 2006 PDVSA Gas, filial de Petróleos de Venezuela suscribió un acuerdo con la colombiana Ecopetrol para el suministro de Gas por medio del Gasoducto Transcaribeño, por el cual Colombia vende gas a Venezuela por período de cuatro años y luego se inviertirá el flujo definitivamente de Venezuela a Colombia. El gasoducto incluye en un futuro una conexión con Panamá.
En 2007 la filial de PDVSA también firmó acuerdos con las empresas bielorrusas Beltopgas y Belgiprogas para la construcción de 1.000 km de redes para el
transporte de gas doméstico y comercial en territorio venezolano.

## Petróleo

### Refinerías venezolanas
Refinerías operativas
| Refinería                       | Ubicación                      | Capacidad     | Capacidad PDVSA | Participación PDVSA | Socio             | Estatus                         | Propietario                 |
| ------------------------------- | ------------------------------ | ------------- | --------------- | ------------------- | ----------------- | ------------------------------- | --------------------------- |
| Centro de Refinación Paraguaná  | Venezuela , Falcón             | 940.000 b/d   | - -             | 100%                | -                 | -                               | PDVSA                       |
| Refinería de Amuay              | Venezuela, Falcón              | - -           | 670.000 b/d     | 100%                | -                 | -                               | PDVSA                       |
| Refinería Cardón                | Venezuela, Falcón              | - -           | 254.000 b/d     | 100%                | -                 | 60 000 b/d                      | PDVSA                       |
| Refinería Bajo Grande           | Venezuela, Zulia               | - -           | 16.000 b/d      | 100%                | -                 | -                               | PDVSA                       |
| Complejo de Refinería El Palito | Venezuela, Carabobo            | 140.000 b/d   | 140.000 b/d     | 100%                | -                 | 30 000 b/d                      | PDVSA                       |
| Refinería Puerto La Cruz        | Venezuela, Estado Anzoátegui   | 203.000 b/d   | 203.000 b/d     | 100%                | -                 | 20 000 b/d                      | PDVSA                       |
| Refinería de Lake Charles       | Estados Unidos, Luisiana       | 425.000 b/d   | 425.000 b/d     | 100%                | -                 | -                               | PDVSA (Citgo)               |
| Refinería de Lemont             | Estados Unidos, Illinois       | 167.000 b/d   | 167.000 b/d     | 100%                | -                 | -                               | PDVSA (Citgo)               |
| Refinería de Corpus Christi     | Estados Unidos, Texas          | 157.000 b/d   | 157.000 b/d     | 100%                | -                 | -                               | PDVSA (Citgo)               |
| Refinería de Chalmette          | Estados Unidos, Luisiana       | 184.000 b/d   | 92.000 b/d      | 50%                 | ExxonMobil        | 2015 VENDIDA                    | NuStar Asphalt Refining     |
| Refinería Merey Sweeney         | Estados Unidos, Texas          | 214.000 b/d   | 200.000 b/d     | 50%                 | ConocoPhillips    | 2014 ARBITRAJE (perdido en ...) | ConocoPhillips              |
| Refinería de asfalto Paulsboro  | Estados Unidos, New Jersey     | 70.000 b/d    | 70.000 b/d      | %                   |                   | 2007 VENDIDO                    | NuStar Asphalt Refining LLC |
| Refinería de asfalto Savannah   | Estados Unidos, Georgia        | 30.000 b/d    | 30.000 b/d      | %                   |                   | 2007 VENDIDO                    | NuStar Asphalt Refining LLC |
| Refinería Lyondell              | Estados Unidos, Houston        | 240.000 b/d   | 240.000 b/d     | 41.25%              | Lyondell Chemical | 2006 VENDIDO                    | Lyondell Chemical           |
| Refinería de Saint Croix        | Estados Unidos, Islas Vírgenes | 495.000 b/d   | 298.000 b/d     | 50%                 | HOVIC             | 2012 ALMACÉN                    | cerrada                     |
| Refinería Isla                  | Curazao, Antillas Neerlandesas | 335.000 b/d   | 335.000 b/d     | 100%                | -                 | 2019/2021 ALQUILER              | Curazao (Korsou)            |
| Refinería de Nynashamn          | Provincia de Estocolmo, Suecia | 29.000 b/d    | 15.000 b/d      | 50%                 | Neste Oil         | - A partir de                   | PDVSA - Neste Oil           |
| Refinería de Gotemburgo         | Västra Götaland, Suecia        | 11.000 b/d    | 5.000 b/d       | 50%                 | Neste Oil         | mayo de 2021 Pdvsa              | PDVSA - Neste Oil           |
| Refinería de Eastham            | Inglaterra, Reino Unido        | 18.000 b/d    | 5.000 b/d       | 25%                 | Neste Oil         | solo participa con              | PDVSA - Neste Oil           |
| Refinería de Dundee             | Escocia, Reino Unido           | 9.000 b/d     | 4.000 b/d       | 50%                 | Neste Oil         | el 15% de acciones              | PDVSA - Neste Oil           |
| Ruhr Oel and Gas                | Gelsenkirchen, Alemania        | 1.000.400 b/d | 00 b/d          | 50%                 | Veba Öl AG        | 2010 Vendida                    | Rosneft                     |

Refinerías en construcción y proyectadas
| Refinería                       | Ubicación                     | Capacidad   | Capacidad PDVSA | Participación PDVSA | Socio      | Estatus           |
| ------------------------------- | ----------------------------- | ----------- | --------------- | ------------------- | ---------- | ----------------- |
| Refinería de Guangdong          | Provincia de Guangdong, China | 400.000 b/d | 196.000 b/d     | 100%                | PetroChina | Proyecto aprobado |
| Refinería de Caripito           | Monagas, Venezuela            | 100.000 b/d | 100.000 b/d     | 100%                | -          | Proyecto          |
| Refinería Batalla de Santa Inés | Barinas, Venezuela            | - b/d       | - b/d           | 100%                | -          | Proyecto          |
| Refinería de Cabruta            | Guárico, Venezuela            | - b/d       | - b/d           | 100%                | -          | Proyecto          |

## Electricidad

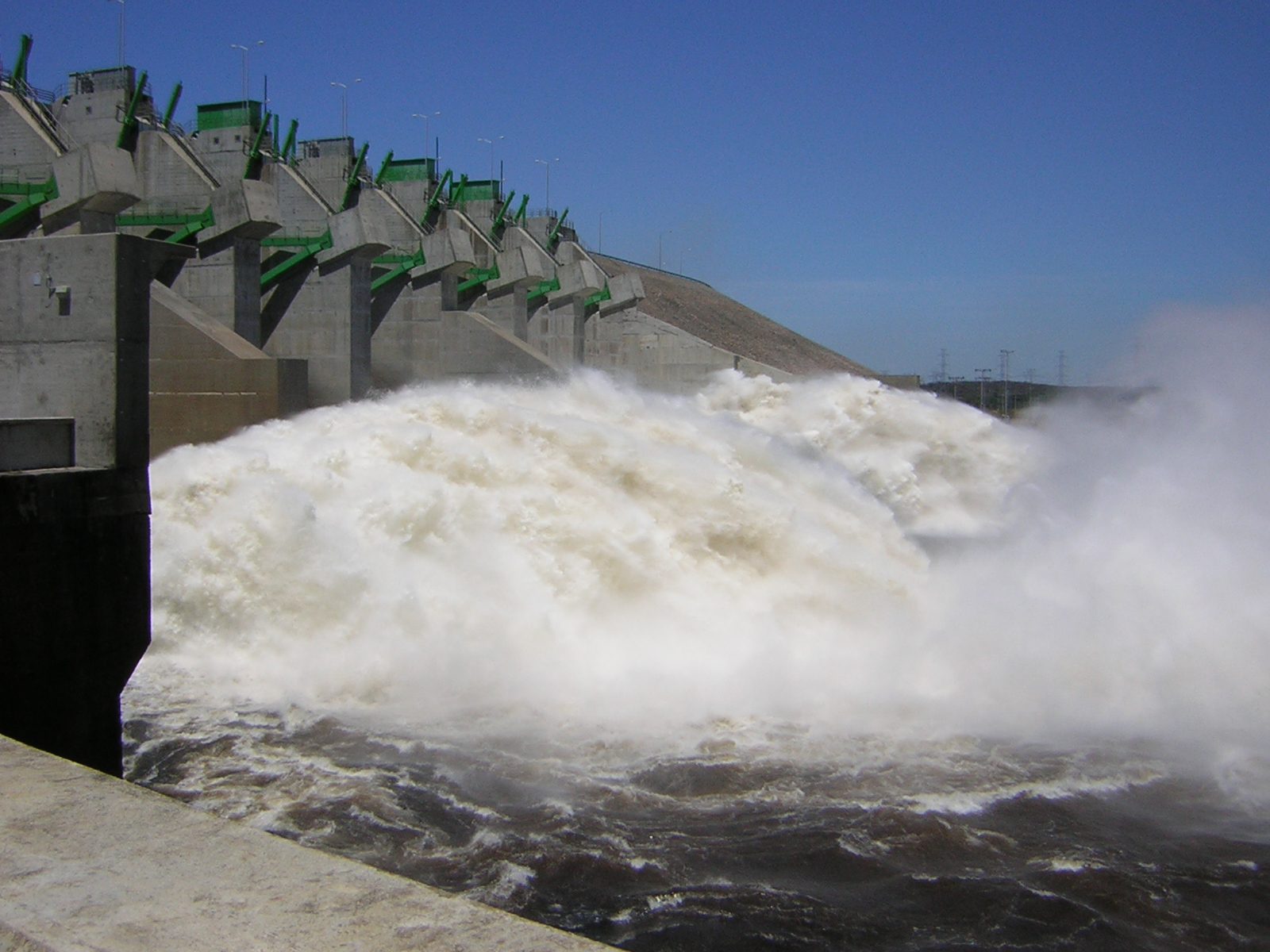
Complejo hidroeléctrico Francisco de Miranda (Caruachi).

Las empresas prestadoras del servicio eléctrico se instalaron en Venezuela a finales del siglo XIX, todas por iniciativa privada y de capital no venezolano. El Encantado fue la primera central hidroeléctrica de Venezuela; se construyó en El Hatillo en 1885 y fue inaugurada en 1887, sobre el río Guaire, funcionó hasta 1911; más tarde se haría una segunda etapa con una mayor capacidad, que sería abandonada por los años 70 al ser obsoleta su sistema. A partir de 1958 el gobierno venezolano comienza a cambiar la política en materia eléctrica y funda la estatal Compañía Anónima de Administración y Fomento Eléctrico, conocida por sus siglas CADAFE, esta se encargó de la expansión y cobertura del servicio eléctrico.
Durante la presidencia del presidente venezolano Rafael Caldera (1994-1999) se reimpulsan las relaciones con Brasil, así se concreta un acuerdo para exportar energía hidroleléctrica hasta la zona norte de ese país. El acuerdo se comenzó a moldear sobre la base de la firma del Protocolo de Guzmania del 4 de marzo de 1994 entre Caldera y el presidente brasileño Itamar Franco y se concretó el 11 de abril de 1997 entre Caldera y Fernando Henrique Cardoso con el contrato de suministro eléctrico desde la Represa del Guri hasta la ciudad brasileña de Boa Vista. Así mismo Venezuela se encargaba de exportar energía eléctrica no solo a Brasil, ya que también suministraba electricidad al norte de Colombia.
El 8 de enero de 2007 Hugo Chávez anuncia la nacionalización del servicio eléctrico, de telecomunicaciones CANTV y los procesos de refinamiento de crudos pesados. El 31 de julio de 2007 da el Decreto-Ley N° 5.330 que crea la Corporación Eléctrica Nacional (Corpoelec) con el objetivo de servir como eje de las demás compañías estatales de energía eléctrica, para entonces además de CADAFE se encontraban la Electrificación del Caroní (Edelca), Energía Eléctrica de Venezuela (Enelven), Energía Eléctrica de la Costa Oriental (Enelco), Energía Eléctrica de Barquisimeto (Enelbar) y la Empresa Nacional de Generación (Enagen). Pero ese año el gobierno de Chávez también decidió estatizar las empresas privadas Electricidad de Caracas, Electricidad de Valencia (Eleval), Luz Eléctrica del Yaracuy (Caley), Luz y Fuerza Eléctricas de Puerto Cabello (Calife) y Electricidad de Ciudad Bolívar (Elebol), el Sistema Eléctrico de Nueva Esparta (Seneca) y Turboven.
En 2008 se decidió fusionar todas las empresas en seis grandes, Electricidad de Caracas, Cadafe, Edelca, Enelven, Enelbar y Enagen.
El gobierno de Chávez también ha promocionado el uso de bombillos ahorradores para hogares y empresas a través de una política gubernamental llamada Misión Revolución Energética, su objetivo es el uso eficiente de la energía eléctrica con lo que esperan una reducción de 12,7% en la demanda de energía en las horas de mayor uso.
La empresa espera, luego de finalizar la cuantificación de las reservas de petróleo en la Faja del Orinoco, incrementar aún más esta cifra, de acuerdo con lo estipulado en el Proyecto Magna Reserva. Al finalizar dicho proyecto, Venezuela deberá poseer reservas probadas con un total cercano a 316.000 millones de barriles, la mayoría de ellos correspondientes a crudo extrapesado. La estatal pública tiene operaciones en Argentina, Paraguay, Uruguay, Ecuador, Bolivia, Brasil y Cuba.
En 2011 a causa de la crisis y déficit de energía eléctrica, Venezuela empieza a importar desde Colombia, La transferencia se realiza a través Cuestecitas - Cuatricentenario, mediante el representante comercial exclusivo Isagen, también desde Norte de Santander a través del circuito San Mateo - Corozo, con el cual Isagen tiene un contrato de conexión por el que se han logrado exportar 27,52 GWh.

### Centrales hidroeléctricas
| Imagen |     |        | Nombre                                               | Estado         | Río        | Año inicio y terminación           | Capacidad total (MW) | Producción anual máxima (TWh) | Área inundada (km²) | Número de turbinas              |
|        | 003 | VEN-01 | Central Hidroeléctrica Simón Bolívar (presa de Guri) | Estado Bolívar | Río Caroni | 1963-1978 Ampliación 1975-1986     | 10 200               | 47,00                         | 4250                | 20                              |
|        | 021 | VEN-02 | Represa de Las Macagua (centrales Macagua I, II y II | Estado Bolívar | Río Caroní | 1956-1961 Macagua IIyIII 1996-1999 | 3,165                | 15,20                         | 47,4                | 18 tipo Francis 2 tipo Kaplan   |
|        | 039 | VEN-03 | Represa de Caruachi                                  | Estado Bolívar | Río Caroní | 1999-2006                          | 2 196                | 12,95                         | 238                 | 12 tipo Kaplan                  |
|        |     | VEN-04 | Represa de Tocoma                                    | Estado Bolívar | Río Caroní | 2006-2021 en construcción          | Cap. Inst. 2 300     | 12,10                         |                     | cero En Proyecto 10 tipo kaplan |

| Imagen |     |        | Nombre                                                                 | Estado                       | Río                    | Año inicio y terminación           | Capacidad total (MW) | Producción anual máxima (TWh) | Área inundada (km²) | Número de turbinas |
|        | 001 | VEN-05 | Central Hidroeléctrica Leonardo Ruiz Pineda represa La Honda           | Estado Táchira               | Río Uribante           | 1984-1990                          | 330                  | 1,27                          | 20                  | 2 tipo Pelton      |
|        | 002 | VEN-06 | Central Hidroeléctrica José Antonio Paez Represa Sto. Domingo          | Estado Barinas               | Río Santo Domingo      | 1970-1973 inactivo entre 2017-2024 | 240                  | 0,8                           | 12                  | 4                  |
|        | 003 | VEN-07 | Central Hidroeléctrica Juan A. Rodrígez Domínguez Embalse La Coromoto  | Estado Portuguesa            | Río Bocono y Tucupido  | 1983-1987 Activo                   | 30                   | 0,1                           | 12                  | 2                  |
|        | 004 | VEN-08 | Central Hidroeléctrica Manuel Palacio Fajardo                          | Estado Barinas               | Río Masparro           | 2005-2009 Activo                   | 25                   | 0,1                           | 12                  | 2 tipo Francis     |
|        | 004 | VEN-09 | Central Hidroeléctrica Fabricio Ojeda represa Borde Seco y La Vueltosa | Estado Mérida Estado Táchira | Río Camburito - Caparo | 1990-2020 Activo                   | 512                  | 0,1                           | 12                  | 3 tipo Francis     |

### Plantas termoeléctricas
La Corporación Eléctrica Nacional, organismo público que administra todas las empresas generadoras de electricidad, reconoció que para finales de 2008 el 79 % de las centrales termoeléctricas tenían más de 20 años de antigüedad, y que el 30 % registraban indisponibilidad por problemas técnicos. De las centrales que estaban funcionando, muchas no lo hacían a máxima capacidad: se generaban 3800 MW, cuando la capacidad instalada era de 9051 MW.

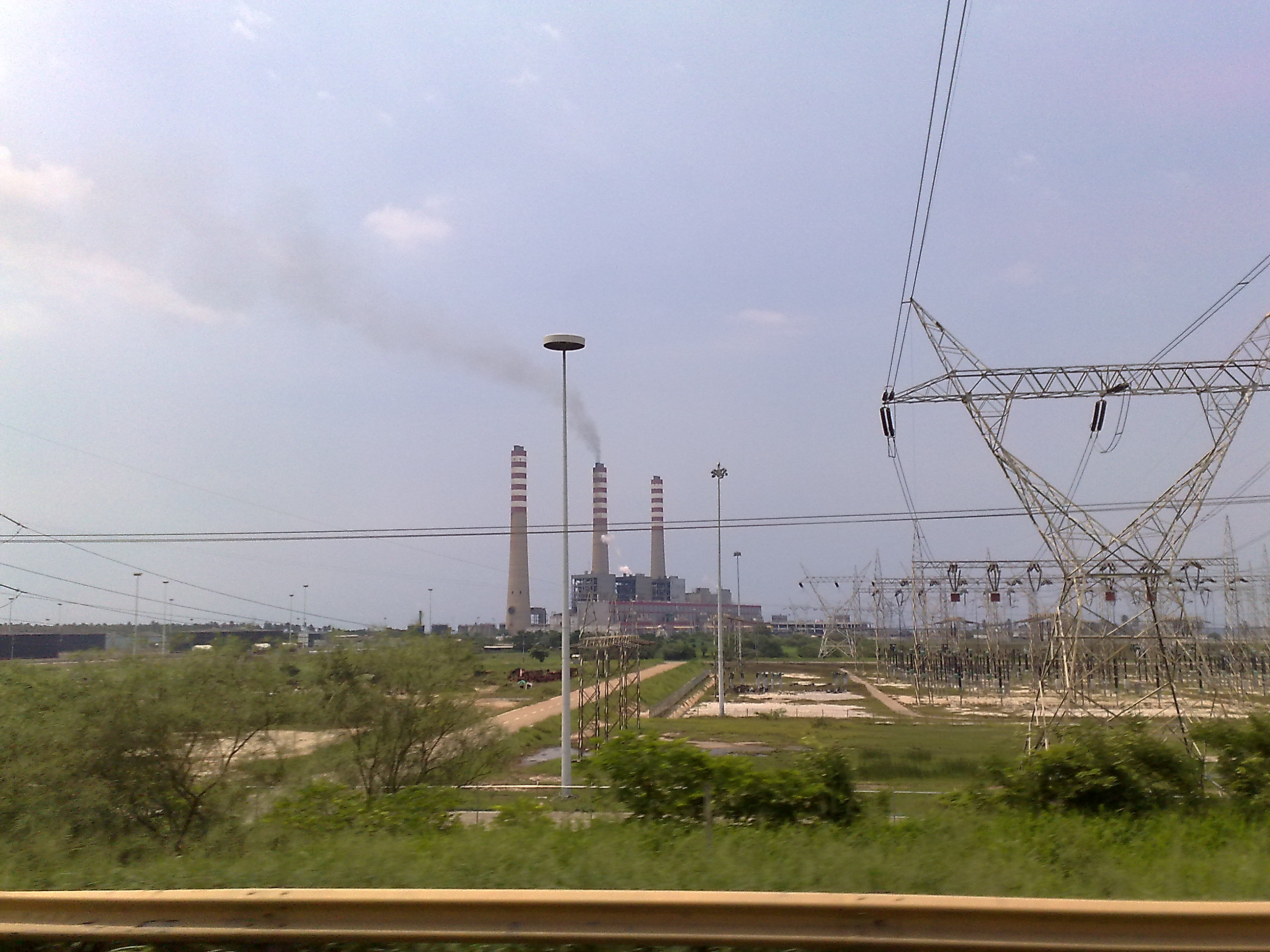
Central termoeléctrica Planta Centro, Carabobo.

Una de las principales centrales termoeléctricas del país, la Central termoeléctrica Planta Centro ubicación en Punta Morón, Estado Carabobo, posee una capacidad instalada de 2600 MW. A principio de la década de 2020 solamente tenía dos unidades generadoras operativas, generando unos 450 MW. El 15 de febrero de 2021, ocurrió un incendio que la dejó inoperativa. Luego de haber estado trabajando a un 7,69 % de su capacidad, dejó de generar 200 MW al sistema interconectado a la red centroccidental sin pérdidas humanas.
| Nombre                                                             | Municipio             | Estado        | Tipo               | Combustible | Grupos | Potencia Instalada | Localización                                                  | Año  |
| ------------------------------------------------------------------ | --------------------- | ------------- | ------------------ | ----------- | ------ | ------------------ | ------------------------------------------------------------- | ---- |
| Planta termoeléctrica India Urquia                                 | Paz Castillo          | Miranda       | Ciclo Combinado    | Gas natural | 6      | 920 MW             | 10°17′24.0549″N 66°40′56.5589″O / 10.290015250, -66.682377472 |      |
| Planta termoeléctrica La Raisa                                     | Rojas                 | Miranda       | Ciclo Convencional | Gas natural | 7      | 360 MW             | 10°15′23.6661″N 66°47′30.7899″O / 10.256573917, -66.791886083 |      |
| Planta termoeléctrica Planta Sur                                   | Rojas                 | Miranda       | Ciclo Convencional | Gas natural | 4      | 110 MW             | 10°14′9.9340″N 66°47′44.0568″O / 10.236092778, -66.795571333  | 2014 |
| Planta termoeléctrica José María España                            | Los Salias            | Miranda       | Ciclo Convencional | Gas natural | 5      | 400 MW             | 10°25′17.5489″N 66°57′18.7594″O / 10.421541361, -66.955210944 |      |
| Planta termoeléctrica La Mariposa                                  | Los Salias            | Miranda       | Ciclo Convencional | Gas natural | 1      | 40 MW              | 10°24′29.8177″N 66°55′55.2128″O / 10.408282694, -66.932003556 |      |
| Planta termoeléctrica Guarenas                                     | Zamora                | Miranda       | Ciclo Convencional | Gas natural | 4      | 160 MW             | 10°28′11.2771″N 66°34′2.2989″O / 10.469799194, -66.567305250  | 2012 |
| Planta termoeléctrica Ricardo Zuloaga (Tacoa)                      | Vargas                | La Guaira     | Ciclo Convencional | Gas natural | 5      | 1320 MW            | 10°35′7.2525″N 67°4′52.6536″O / 10.585347917, -67.081292667   |      |
| Barcaza termoeléctrica Josefa Rufina                               | Vargas                | La Guaira     | Ciclo Convencional | Gas natural | 1      | 150 MW             | 10°35′13.3924″N 67°4′37.7414″O / 10.587053444, -67.077150389  |      |
| Barcaza termoeléctrica Margarita                                   | Vargas                | La Guaira     | Ciclo Convencional | Gas natural | 1      | 150 MW             | 10°35′14.4459″N 67°4′37.6159″O / 10.587346083, -67.077115528  |      |
| Planta termoeléctrica Josefa Joaquina Sánchez Bastidas (El Picure) | Vargas                | La Guaira     | Ciclo Convencional | Gas natural | 4      | 110 MW             | 10°35′7.2473″N 67°4′52.5987″O / 10.585346472, -67.081277417   |      |
| Planta termoeléctrica Planta Centro                                | Juan José Mora        | Carabobo      | Ciclo Convencional | Gas natural | 6      | 2600 MW            | 10°29′42.7033″N 68°9′18.7586″O / 10.495195361, -68.155210722  | 1978 |
| Planta termoeléctrica TermoCarabobo                                | Juan José Mora        | Carabobo      | Ciclo Convencional | Gas natural | 4      | 600 MW             | 10°29′2.8783″N 68°8′57.2120″O / 10.484132861, -68.149225556   |      |
| Planta termoeléctrica Pedro Camejo                                 | Valencia              | Carabobo      | Ciclo Convencional | Gas natural | 2      | 300 MW             | 10°10′37.8282″N 67°56′46.3657″O / 10.177174500, -67.946212694 | 2006 |
| Planta termoeléctrica Castillito                                   | San Diego             | Carabobo      | Ciclo Convencional | Gas natural | 4      | 60 MW              | 10°11′18.2400″N 67°57′10.4400″O / 10.188400000, -67.952900000 | 1975 |
| Planta termoeléctrica Planta del Este                              |                       | Carabobo      | Ciclo Convencional | Gas natural | 8      | 120 MW             |                                                               |      |
| Planta termoeléctrica Jose Felix Ribas (La Cabrera)                | Diego Ibarra          | Carabobo      | Ciclo Convencional | Gas natural | 3      | 450 MW             | 10°15′17.2468″N 67°40′31.9250″O / 10.254790778, -67.675534722 |      |
| Planta termoeléctrica Turboven                                     | Girardot              | Aragua        | Ciclo Convencional | Gas natural | 2      | 30 MW              | 10°13′37.8560″N 67°36′27.5543″O / 10.227182222, -67.607653972 |      |
| Planta termoeléctrica Termozulia                                   | La Cañada de Urdaneta | Zulia         | Ciclo Combinado    | Gas natural | 9      | 1220 MW            | 10°29′9.0400″N 71°37′56.9846″O / 10.485844444, -71.632495722  | 2003 |
| Planta termoeléctrica Ramon Laguna                                 | Maracaibo             | Zulia         | Ciclo Convencional | Gas natural | 5      | 640 MW             | 10°35′55.7407″N 71°36′52.0266″O / 10.598816861, -71.614451833 |      |
| Planta termoeléctrica Rafael Urdaneta                              | La Cañada de Urdaneta | Zulia         | Ciclo Convencional | Gas natural | 11     | 155 MW             | 10°29′37.5803″N 71°38′10.4442″O / 10.493772306, -71.636234500 |      |
| Planta termoeléctrica Bajo Grande                                  | La Cañada de Urdaneta | Zulia         | Ciclo Convencional | Gas natural | 2      | 80 MW              | 10°30′12.5780″N 71°38′56.2474″O / 10.503493889, -71.648957611 |      |
| Planta termoeléctrica San Timoteo                                  | Baralt                | Zulia         | Ciclo Convencional | Gas natural | 2      | 160 MW             | 9°47′10.2517″N 71°3′47.3386″O / 9.786181028, -71.063149611    |      |
| Planta termoeléctrica San Lorenzo                                  | Baralt                | Zulia         | Ciclo Convencional | Gas natural | 4      | 150 MW             | 9°47′11.6763″N 71°4′14.1828″O / 9.786576750, -71.070606333    |      |
| Planta termoeléctrica Casigua                                      | Jesus Maria Semprun   | Zulia         | Ciclo Convencional | Gas natural | 4      | 60 MW              | 8°40′46.7346″N 72°33′58.6215″O / 8.679648500, -72.566283750   |      |
| Planta termoeléctrica Guaicaipuro                                  | Maracaibo             | Zulia         | Ciclo Convencional | Gas natural | 2      | 80 MW              | 10°42′14.8659″N 71°40′44.4227″O / 10.704129417, -71.679006306 |      |
| Barcaza termoeléctrica Antonio Nicolas Briceño                     |                       | Zulia         | Ciclo Convencional | Gas natural | 1      | 80 MW              |                                                               |      |
| Planta termoeléctrica Santa Bárbara del Zulia                      | Colon                 | Zulia         | Ciclo Convencional | Gas natural | 2      | 30 MW              | 8°57′59.3446″N 71°53′52.6131″O / 8.966484611, -71.897948083   |      |
| Planta termoeléctrica Josefa Camejo                                | Los Taques            | Falcón        | Ciclo Convencional | Gas natural | 3      | 450 MW             | 11°45′0.1533″N 70°10′17.7419″O / 11.750042583, -70.171594972  |      |
| Planta termoeléctrica Coro                                         | Miranda               | Falcón        | Ciclo Convencional | Gas natural | 7      | 90 MW              | 11°22′54.7454″N 69°42′54.3421″O / 11.381873722, -69.715095028 |      |
| Planta termoeléctrica Punto Fijo                                   |                       | Falcón        | Ciclo Convencional | Gas natural | 5      | 75 MW              |                                                               |      |
| Planta termoeléctrica Bloque 8 - Complejo Refinador Paraguana      |                       | Falcón        | Ciclo Convencional | Gas natural | 3      | 300 MW             |                                                               |      |
| Planta termoeléctrica Dabajuro                                     |                       | Falcón        | Ciclo Convencional | Gas natural | 3      | 30 MW              |                                                               |      |
| Planta termoeléctrica Barquisimeto                                 |                       | Lara          | Ciclo Convencional | Gas natural | 8      | 170 MW             |                                                               |      |
| Planta termoeléctrica Argimiro Gabaldon                            | Palavecino            | Lara          | Ciclo Convencional | Gas natural | 3      | 120 MW             |                                                               |      |
| Planta termoeléctrica Juan de Villegas                             |                       | Lara          | Ciclo Convencional | Gas natural | 1      | 40 MW              |                                                               |      |
| Planta termoeléctrica Tachira                                      | García De Hevia       | Táchira       | Ciclo Convencional | Gas natural | 11     | 190 MW             | 8°10′2.9231″N 72°13′47.5110″O / 8.167478639, -72.229864167    |      |
| Planta termoeléctrica El Vigía                                     |                       | Mérida        | Ciclo Convencional | Gas natural | 2      | 30 MW              |                                                               |      |
| Planta termoeléctrica Don Luis Zambrano                            | Alberto Adriani       | Mérida        | Ciclo Convencional | Gas natural | 3      | 450 MW             | 8°33′33.3902″N 71°46′10.7557″O / 8.559275056, -71.769654361   |      |
| Planta termoeléctrica Monay                                        |                       | Trujillo      | Ciclo Convencional | Gas natural | 2      | 20 MW              |                                                               |      |
| Planta termoeléctrica Termobarranca                                | Obispos               | Barinas       | Ciclo Convencional | Gas natural | 1      | 150 MW             | 8°41′50.1653″N 70°12′29.7798″O / 8.697268139, -70.208272167   |      |
| Planta termoeléctrica Guanapa                                      |                       | Barinas       | Ciclo Convencional | Gas natural | 1      | 40 MW              |                                                               |      |
| Planta termoeléctrica Central Azucarero Ezequiel Zamora            |                       | Portuguesa    | Ciclo Convencional | Gas natural | 1      | 80 MW              |                                                               |      |
| Planta termoeléctrica Alfredo Salazar                              | Anaco                 | Anzoátegui    | Ciclo Convencional | Gas natural | 5      | 200 MW             | 9°23′26.8739″N 64°27′9.8802″O / 9.390798306, -64.452744500    |      |
| Planta termoeléctrica San Diego de Cabrutica                       |                       | Anzoátegui    | Ciclo Convencional | Gas natural | 2      | 300 MW             |                                                               |      |
| Planta termoeléctrica Guanta                                       | Guanta                | Anzoátegui    | Ciclo Convencional | Gas natural | 4      | 110 MW             | 10°14′5.2624″N 64°34′49.5722″O / 10.234795111, -64.580436722  |      |
| Planta termoeléctrica Alberto Lovera                               |                       | Anzoátegui    | Ciclo Convencional | Gas natural | 2      | 300 MW             |                                                               |      |
| Planta termoeléctrica El Furrial                                   | Maturín               | Monagas       | Ciclo Convencional | Gas natural | 4      | 160 MW             | 9°42′4.2109″N 63°28′4.4611″O / 9.701169694, -63.467905861     |      |
| Planta termoeléctrica Petromonagas                                 |                       | Monagas       | Ciclo Convencional | Gas natural | 2      | 30 MW              |                                                               |      |
| Planta termoeléctrica Santa Bárbara                                |                       | Monagas       | Ciclo Convencional | Gas natural | 1      | 15 MW              |                                                               |      |
| Planta termoeléctrica Jusepin                                      |                       | Monagas       | Ciclo Convencional | Gas natural | 1      | 15 MW              |                                                               |      |
| Planta termoeléctrica Antonio Jose de Sucre                        | Sucre                 | Sucre         | Ciclo Convencional | Gas natural | 2      | 300 MW             | 10°24′1.0645″N 64°10′1.6517″O / 10.400295694, -64.167125472   |      |
| Planta termoeléctrica Juan Manuel Valdez Guiria                    | Valdez                | Sucre         | Ciclo Convencional | Gas natural | 4      | 600 MW             | 10°33′42.5792″N 62°18′35.7964″O / 10.561827556, -62.309943444 |      |
| Planta termoeléctrica Luisa Caceres de Arismendi                   | Mariño                | Nueva Esparta | Ciclo Convencional | Gas natural | 16     | 270 MW             | 10°56′21.5251″N 63°53′17.8870″O / 10.939312528, -63.888301944 |      |
| Planta termoeléctrica Juan Bautista Arismendi                      | Tubores               | Nueva Esparta | Ciclo Convencional | Gas natural | 4      | 180 MW             | 10°52′45.1200″N 64°1′58.0800″O / 10.879200000, -64.032800000  | 2013 |
| Planta termoeléctrica Cayaurima                                    | Heres                 | Bolívar       | Ciclo Convencional | Gas natural | 2      | 20 MW              | 8°6′31.0571″N 63°31′30.3166″O / 8.108626972, -63.525087944    |      |
| Planta termoeléctrica Planta A (SIDOR)                             |                       | Bolívar       | Ciclo Convencional | Gas natural | 1      | 150 MW             |                                                               |      |
| Planta termoeléctrica Puerto Ayacucho                              |                       | Amazonas      | Ciclo Convencional | Gas natural | 2      | 20 MW              |                                                               |      |
| Planta termoeléctrica San Fernando                                 |                       | Apure         | Ciclo Convencional | Gas natural | 3      | 45 MW              |                                                               |      |
| Planta termoeléctrica Ezequiel Zamora                              |                       | Guárico       | Ciclo Convencional | Gas natural | 1      | 150 MW             |                                                               |      |

## Etanol
El etanol fue criticado inicialmente por el gobierno de Hugo Chávez, argumentando que pondría en peligro la seguridad alimentaria mundial. El gobierno promocionó propaganda en contra del etanol que decía: "El maíz no es combustible... Contra la cosecha de la muerte". Se acusaba gobierno de Estados Unidos de querer imponer un supuesto plan en contra de los países OPEP.
Sin embargo en 2006 cambió su postura y comenzó un proyecto para la producción de etanol, se decidió la construcción inicial de cuatro plantas, dejando claro que por cada acre de caña de azúcar para producir el biocombustible, se plantarían dos acres de productos alimenticios. La producción debería ser efectiva para 2010 según los planes gubernamentales. En 2008 se paralizaron los proyectos y la importación del producto desde Brasil.

## Carbón
El carbón se comenzó a explotar en Venezuela en 1850 en las minas de Naricual, Estado Anzoátegui, luego se otorgaron las primeras concesiones para su explotación en 1915 en el Estado Zulia, pero cobró real importancia a partir de 1952 cuando comenzó su explotación a escala comercial.
Venezuela tiene 1.000 millones de toneladas métricas en reservas probadas de carbón, aunque datos oficiales indican que poseen 1.450 millones de toneladas métricas. Produce 7,6 millones toneladas métricas. La mayor parte del carbón se extrae del Zulia y en menor escala de Táchira, Anzoátegui y Falcón. Del total producido en ese país el 98% se exporta principalmente a Norteamérica al cual se destina un 52% de la producción nacional, seguido por Europa con 34% y América Latina con un 14%.
Carbozulia una filial de Corpozulia creada en 1978 es la empresa que se encarga de administrar la cuenca de Guasare, la principal de ese país donde encuentran el 82% de las reservas venezolanas de carbón.
La producción de carbón en Venezuela se ha visto limitada por las distancias entre los centros de extracción y los puertos, que carecen de vías de comunicación ferroviarias para el transporte del mineral, además de la limitada capacidad de los puertos para manejar mayores volúmenes de carbón en sus instalaciones. Debido a ello en 2004 como parte de un plan del presidente Hugo Chávez para fortalcecer la industria del carbón se proyectó la construcción de un puerto en la salida del Lago de Maracaibo, llamado Puerto América, que aspira ser el principal punto de salida de carbón de Venezuela, también se proyectó la construcción de una línea férrea desde la Sierra de Perijá hasta dicho puerto para el transporte del mineral. El nuevo plan carbonífero generó algunos problemas con las comunidades indígenas opuestas a la explotación del carbón en Perijá
La meta gubernamental planteada en 2008 proyecta incrementar en un 25% la producción de carbón para 2013 hasta alcanzar una producción promedio de 10 millones de toneladas, para ello el gobierno venezolano invertirá 1.950 millones de dólares durante esos años.

## Orimulsión
La orimulsión es un combustible hecho a base de bitumen con agua y una pequeña cantidad de sulfactantes que fue utilizado principalmente como insumo para centrales eléctricas. El mismo fue desarrollado en la década de 1980, logró comercializarse por iniciativa de los gobiernos venezolanos durante la década de 1990 hasta 2003 y compitió en el mercado con el carbón y el fuel oil. Considerado como orgullo venezolano por algunos petroleros de ese país por haber sido desarrollado en esa nación. Los gobiernos venezolanos durante ese tiempo lograron vender el combustible sin ninguna limitación de la cuota de producción que impone la OPEP a sus miembros, pues no se trataba de crudo como tal. Los principales mercados de exportación de Orimulsión fueron Alemania, Barbados, Canadá, China, Corea del Sur, Dinamarca, Finlandia, Lituania, Japón, Italia y el Reino Unido, entre otros.
En 2003 el gobierno de Hugo Chávez decidió cancelar el proyecto de Orimulsión, asesorado principalmente por Bernard Mommer, viceministro de Hidrocarburos. Éste señalaba que la Orimulsión se vendía como una emulsión de bitumen y agua cuando realmente era petróleo extrapesado con agua, además cuestionaba que la transformación de crudo extrapesado que soló se puede lograrse al mezclarlo, mejorarlo o a través de la Orimulsión, traería menos ganancias por esta última forma.
Mommer fue criticado por la oposición venezolana por asumir una supuesta postura antinacionalista al defender la desaparición de la Orimulsión, y que para algunos de ellos su antinacionalismo se debía al hecho de poseer seis nacionalidades y la venezolana desde 1987. Los detractores de la medida justifican que se debe mantener la exportación de Orimulsión porque los precios del sector eléctrico (al cual estaba enfocado) son menos volátiles que los del mercado petrolero, por lo que el ingreso de divisas se mantendría estable y el monopolio en la producción y oferta del combustible lo mantiene Venezuela.
Pero el problema, es que la Orimulsión tiene precios referenciales del carbón, y como petróleo extrapesado, sus precios referenciales, son evidentemente, los precios del petróleo. La orimulsión como proceso desapareció a cambio se establecieron cinco plantas mejoradoras de petróleo extrapesado entre 1998 y 2002 ubicados en el Complejo Petroquímico José Antonio Anzoátegui que le dieron un mayor interés económico al crudo extrapesado en el mercado internacional cuyos precios eran más sustanciales para la nación.

## Energía eólica
A partir del 2006 se invirtió 700 millones de dólares en cuatro proyectos de energía eólica que como resultado a provisto al país de 45MW para un consumo nacional de 15,000MW,
- Parque eólico Paraguaná proyecto valorado en 200 M de dólares, para el año 2016 aporta 31.2 MW. Solo funcionan 24 de 76 auto generadores
- Parque eólico La Guajira proyecto valorado en 200 M de dólares, para 2016 aporta 25 MW. Solo funcionan 12 de 36 auto generadores
- Parque eólico de Margarita proyecto a ubicarse en Macanao que aportaría 20 MW, quedó en estudio.
- Parque eólico de coche proyecto a ubicarse en la isla de Coche que aportaría 5 MW quedó en estudio.